# 니키 글레이저
니키 글레이저(Nikki Glaser, 1984년 6월 1일 ~ )는 미국의 코미디언, 배우, 방송 진행자이다.